# Baaora uhna
Baaora uhna är en insektsart som beskrevs av Irena Dworakowska 1981. Baaora uhna ingår i släktet Baaora och familjen dvärgstritar. Inga underarter finns listade i Catalogue of Life.